# かに座オミクロン1星
かに座ο1星は、かに座の恒星である。見かけの等級は5.22と、肉眼でもみえる明るさである。年周視差に基づいて太陽からの距離を計算すると、約160光年である。

## 星系
かに座ο1星は同じバイエル符号を持つもう1つの恒星、かに座ο2星と離角16分の肉眼二重星を形成しており、この2つの恒星は固有運動が共通しているので、物理的に結びついている真の連星と考えられる。2星の間の実距離は、0.7光年に及ぶと推定される。

## 特徴
| 太陽 | かに座ο1星 |
| ---- | ---------- |
| 太陽 | Exoplanet  |

かに座ο1星はA型巨星で、スペクトル型はA5 IIIと分類される。光球の有効温度はおよそ8200 K、光度は太陽の約13.4倍で、半径は太陽の1.83倍程度、質量は太陽の約1.9倍、年齢はおよそ4億年と推定される。

### 星周円盤
かに座ο1星では赤外線観測衛星IRASによって赤外超過が検出され、星の周りに残骸円盤が存在する可能性が高いとされた。赤外超過はスピッツァー宇宙望遠鏡でも観測され、残骸円盤は塵の温度が異なる2つの帯で構成されると報告された。ハーシェル宇宙天文台による観測の結果、2つの塵の帯は、温かい塵の帯が温度105 K、円盤の典型的な半径が26 au、冷たい塵の帯が温度49 K、半径が119 auと見積もられている。